# Victor Arhip
Pas d'image ? Cliquez ici

a Compétitions nationales et continentales officielles uniquement.

b Matchs officiels uniquement.
Dernière mise à jour le 4 janvier 2021.
Victor Arhip (en russe : Виктор Архип), né le 24 février 1990, est un joueur russo-moldave de rugby à XV qui évolue au poste de deuxième ligne et troisième ligne. Il est le frère de Dumitru Arhip.

## Biographie
Il commence le rugby à l'âge de 15 ans en Moldavie. A l'âge de 18 ans, alors joueur de l'USEFS Blumarine Chișinău, il rejoint la Roumanie où joue son frère, au sein du Dinamo Bucarest. La même année, il débute en sélection nationale. 
En 2010, il quitte le Dinamo Bucarest pour rejoindre le RCJ Farul Constanța, qui a recruté le sélectionneur national de la Moldavie, Mircea Paraschiv. Il ne reste qu'une saison à Constanța, car il est repéré par le club de l'Enisey-STM, où joue déjà son frère. Il les rejoint ainsi en 2011, et devient aux côtés de son frère champion de Russie en 2011 et 2012. 
En 2014, il change de club et rejoint le rival de Krasnoïarsk, le Krasny Yar, y ayant un double intérêt : un contrat revalorisé, et la présence en tant que coach de Josh Taumalolo. La même année, il obtient la citoyenneté russe. Avec Krasny Yar, il va découvrir le challenge européen, étant titulaire lors des six matchs auxquels participera le Krasny Yar en 2017-2018.
En 2022, il profite des changements de règlement concernant l'éligibilité pour changer de sélection nationale. Natif d'URSS, il est de facto éligible pour représenter la Russie. N'ayant plus représenter la Moldavie depuis 2016, vivant en Russie et possédant déjà le passeport, ce choix s'impose à lui comme une évidence. De plus, cela libère une place pour un joueur étranger supplémentaire dans son club. Il a néanmoins été contacté par la fédération roumaine, pour laquelle il était aussi éligible, mais a décliné la proposition. Il devient ainsi un des premiers joueurs à changer de sélection, avec ses coéquipiers Maxim Gargalic (Moldave d'origine) et Anton Makarenko (Kazakhstanais d'origine).
Son premier match sous ses nouvelles couleurs se dispute face à la Roumanie, qui le convoitait aussi. Au terme de la rencontre, il se dit victime d'insultes perpétrées durant le match par le président de la fédération roumaine, Alin Petrache.

## Palmarès
- Championnat de Russie de rugby à XV 2011, 2012, 2015
- Coupe de Russie de rugby à XV 2015, 2018, 2019

## Statistiques

### En sélection moldave
| Année | Compétition      | Matchs | Points | Essais | Transf. | Drops | Pénal. |
| ----- | ---------------- | ------ | ------ | ------ | ------- | ----- | ------ |
| 2010  | ENC 1B 2010-2012 | 1      | -      | -      | -       | -     | -      |
| 2011  | ENC 1B 2010-2012 | 6      | -      | -      | -       | -     | -      |
| 2012  | ENC 1B 2010-2012 | 2      | -      | -      | -       | -     | -      |
| 2012  | ENC 1B 2012-2014 | 1      | -      | -      | -       | -     | -      |
| 2013  | ENC 1B 2012-2014 | 3      | 5      | 1      | -       | -     | -      |
| 2014  | ENC 1B 2014-2016 | 3      | -      | -      | -       | -     | -      |
| 2015  | ENC 1B 2014-2016 | 4      | -      | -      | -       | -     | -      |
| 2016  | ENC 1B 2014-2016 | 2      | 5      | 1      | -       | -     | -      |
| 2016  | RET 2016-2017    | 3      | 15     | 3      | -       | -     | -      |
| Total | Total            | 25     | 25     | 5      | -       | -     | -      |

| Essai | Adversaire | Lieu                               | Compétition      | Date             | Résultat | Score |
| ----- | ---------- | ---------------------------------- | ---------------- | ---------------- | -------- | ----- |
| 1     | Tchéquie   | Stade Dinamo (en), Chisinau        | ENC 1B 2012-2014 | 16 mars 2013     | Victoire | 37-12 |
| 1     | Pays-Bas   | Stade Dinamo (en), Chisinau        | ENC 1B 2014-2016 | 19 mars 2016     | Victoire | 22-13 |
| 1     | Ukraine    | Stadionul Central, Anenii Noi      | RET 2016-2017    | 12 novembre 2016 | Victoire | 54-10 |
| 1     | Pays-Bas   | NRCA Stadium, Amsterdam            | RET 2016-2017    | 19 novembre 2016 | Défaite  | 44-17 |
| 1     | Suisse     | Stade municipal, Yverdon-les-Bains | RET 2016-2017    | 26 novembre 2016 | Défaite  | 29-26 |

### En sélection russe
| Année | Compétition | Matchs | Points | Essais | Transf. | Drops | Pénal. |
| ----- | ----------- | ------ | ------ | ------ | ------- | ----- | ------ |
| 2022  | REIC 2022   | 1      | -      | -      | -       | -     | -      |
| Total | Total       | 1      | -      | -      | -       | -     | -      |